# Vanja Drkušić
Vanja Drkušić, slovenski nogometaš, * 30. oktober 1999, Novo mesto.
Drkušić je profesionalni nogometaš, ki igra na položaju branilca. Od leta 2024 je član ruskega kluba Zenit Sankt Peterburg, ki ga je za del sezone 2024/25 posodil v Crveno zvezdo, in od leta 2023 slovenski reprezentant. Ped tem je igral za nizozemski Heerenveen, italijanski Rende, slovenski Bravo in ruski Soči. Skupno je v prvi slovenski ligi odigral 69 tekem in dosegel štiri gole. Bil je tudi član slovenske reprezentance do 17, 18, 19 in 21 let.